# 罪人 (2025年電影)
《罪人》（英語：Sinners）是一部2025年美國超自然動作恐怖片，由萊恩·庫格勒編劇、導演及監製，麥可·B·喬丹、海莉·史坦菲德、邁爾斯·卡頓、傑克·歐康納、烏米·馬薩庫、潔米·勞森、奥玛·本森·米勒、李麗君及德尔罗伊·林多主演。電影講述一對雙胞胎兄弟（喬丹一人分飾兩角）為擺脫不愉快的過往，回到老家重新起步，但卻發現更加險惡的勢力更潛伏於此。
庫格勒於2024年1月開始透過自家製片公司鄰近傳媒開發此類型電影，喬丹被選角。華納兄弟影業在競購戰結束後的下個月獲得了發行權，並於4月份開拍前進行了額外角色的選角。拍攝於2024年7月殺青。
《罪人》2025年4月18日在美國上映。電影獲得了影評界的一致好評，尤其讚揚庫格勒的執導功力、葛瑞森的配樂，以及喬丹與卡頓的表演。

## 劇情大綱
1932年，一對雙胞胎「煙囪兄弟」伊利亞（外號「煙」）與艾利亞斯（外號「囪」）·摩爾，皆為第一次世界大戰的老兵。兩人在芝加哥黑幫工作多年後，趁機偷走黑幫資金，並返回密西西比州克拉克斯代爾的老家。他們從種族歧視嚴重的白人地主霍伍德手中買下了一間鋸木廠，打算改造成專為黑人社區服務的音樂酒吧。他們的表弟「牧師男孩」薩米，是一位懷抱音樂夢想的年輕吉他手。儘管身為牧師的父親傑迪戴亞強烈反對，認為藍調帶有邪門的超自然力量，薩米仍執意參與計畫。
兄弟倆很快召集了一批夥伴：鋼琴師「三角洲瘦子」、歌手柏爾、伊利亞疏遠的妻子安妮擔任廚師、經營雜貨店的華人老闆娘葛蕾絲與丈夫周負責供應物資，以及壯碩的農場工人「玉米麵包」擔任保鑣。就在籌備之際，艾利亞斯與舊情人瑪莉意外重逢。瑪莉雖擁有黑人血統，外貌卻幾乎如白人，自幼生活在黑人社區，對艾利亞斯當年不告而別、甚至缺席母親葬禮一事始終心存怨恨。同時，伊利亞與安妮之間衝突不斷。安妮篤信胡毒術，堅稱是她的巫術保護了兄弟倆這些年的性命；伊利亞則憤然駁斥，認為那些做法毫無用處，因為它們並未拯救他們早夭的女兒。同一時期，一名來自愛爾蘭的吸血鬼雷米克正被喬克托人的印第安吸血鬼獵人追捕。逃亡途中，他將兩名三K黨成員轉化為同類，並共享蜂巢思維。
音樂酒吧開張之夜，薩米的演奏技驚四座，甚至意外召喚出來自過去與未來的靈魂，引起雷米克的注意。雷米克帶著手下提出以金錢與表演換取入場資格，但遭到兄弟倆拒絕，只得離去。為了籌錢，瑪莉私下與雷米克接觸，卻被轉化為吸血鬼。她回到酒吧色誘並咬傷艾利亞斯，伊利亞開槍無效，瑪莉趁亂逃走。門外，康布雷德也遭雷米克襲擊，成為吸血鬼。隨著客人陸續離場，吸血鬼們開始襲擊並轉化離開的顧客，柏爾也未能倖免。艾利亞斯死而復生後，安妮用醃大蒜汁擊退他，並向眾人解釋吸血鬼的弱點：銀器或木樁能將其殺死，且吸血鬼未受邀不得進入建築。此時雷米克再度出現，讚賞薩米的音樂天賦，並表示只要成為吸血鬼，就能獲得永生與自由，擺脫種族壓迫，條件是薩米必須用音樂召喚他失落族群的亡魂。他還警告，霍伍德正帶領三K黨成員準備在天亮前發動襲擊。眾人拒絕了他的提議，但雷米克與已變成吸血鬼的柏爾卻挾持了葛蕾絲的女兒，逼得葛蕾絲憤而邀請他們進入酒吧。激戰隨即爆發，葛蕾絲、安妮與「三角洲瘦子」相繼喪命。瑪莉因安妮的死感到悲痛，選擇離開。
伊利亞、薩米與柏爾試圖逃離，卻遭到雷米克與艾利亞斯伏擊。兄弟倆展開慘烈的搏鬥，薩米與柏爾對上雷米克。柏爾在中途被咬，臨終前勸薩米趕快逃命。薩米試圖開車衝出，卻被雷米克攔下。危急之際，他用鑲銀的吉他猛擊雷米克頭部，伊利亞隨即趕來，用木樁刺穿雷米克的心臟。隨著日出，吸血鬼群在陽光下化為灰燼。伊利亞催促薩米快走，自己則選擇留下來對抗趕到的霍伍德與三K黨，最終身受致命傷。臨終前，他看見安妮與女兒的幻影。薩米滿身傷痕回到父親的教堂，拒絕了父親要他放棄音樂、尋求救贖的請求，帶著吉他離開。
1992年，年邁的薩米已是一位成功的藍調音樂家。一次演出後迎來拜訪的艾利亞斯與瑪莉。艾利亞斯告訴他，當年伊利亞曾刻意放走自己，條件是必須保證薩米一生平安無虞。如今，他們邀請薩米成為吸血鬼，獲得永生，但薩米婉言拒絕。艾利亞斯尊重他的選擇，並請他彈奏一曲。臨別時，薩米坦言，那個血腥之夜至今如噩夢般纏繞心頭，但回想起來，在日落之前的那段時光，卻是他一生中最美好的一天。艾利亞斯深以為然，因為那是他最後一次見到兄弟、最後一次沐浴在陽光下，也是最後一次真切感受到自由的滋味。

## 演員
- 麥可·B·喬丹飾演「煙」伊利亞·摩爾（Elijah "Smoke" Moore）／「囪」艾利亞斯·摩爾（Elias "Stack" Moore）
- 海莉·史坦菲德飾演瑪莉（Mary）
- 邁爾斯·卡頓（英语：Miles Caton）飾演薩米（Sammy Moore）
- 傑克·歐康納飾演雷米克（Remmick）
- 烏米·馬薩庫飾演安妮（Annie）
- 潔米·勞森（英语：Jayme Lawson）飾演柏爾（Pearline）
- 奥玛·本森·米勒飾演玉米麵包（Cornbread）
- 德尔罗伊·林多飾演「三角洲瘦子」（Delta Slim）
- 李麗君（英语：Li Jun Li）飾演葛蕾絲（Grace）
- 蘿拉·柯克（英语：Lola Kirke）飾演瓊（Joan）
- 姚飾演周波（Bo Chow）
- 彼得·德雷馬尼斯（英语：July Talk）飾演伯特（Bert）
- 克里斯汀·羅賓森（Christian Robinson）飾演克里斯（Chris）
- 索爾·威廉（英语：Saul Williams）飾演賈迪亞（Jedidiah Moore）

## 製作
據2024年1月的報導，萊恩·庫格勒根據其原創想法，透過自家製片公司鄰近傳媒執導、編劇並聯合製作一部未命名電影。長期合作者麥可·B·喬丹飾演主角。索尼影業、華納兄弟影業和環球影業為了獲得發行權而展開競購戰。庫格勒的劇本被描述為時代吸血鬼電影。傳言預算約9000萬美元。隔月，華納兄弟宣布贏得本片的發行權。為了獲得發行權，庫格勒向影業要求首日票房分成、最終剪輯權以及電影上映25年後的擁有權。 次月華納兄弟接受庫格勒條件，取得了本片的發行權。
庫格勒表示，本片的靈感來自昆汀·塔倫蒂諾、喬登·皮爾、克里斯多福·諾蘭（片尾特別感謝）、弗朗西斯·福特·科波拉、布赖恩·德帕尔马、史派克·李的作品，以及金属乐队的歌曲One"。
2024年4月，傑克·歐康納、德尔罗伊·林多、潔米·勞森、烏米·馬薩庫、奥玛·本森·米勒、海莉·史坦菲德、李麗君和蘿拉·柯克已簽約出演，飾演角色未公開，其中歐康納飾演反派。5月，姚（Yao）、邁爾斯·卡頓（Miles Caton）、彼得·德雷馬尼斯與克里斯汀·羅賓森（Christian Robinson）加入演出陣容。
電影2024年4月13日在新奥尔良展開主要拍攝，由攝影指導奧特姆·杜拉爾德·阿卡帕掌鏡。本片使用IMAX 15-perf 65釐米和全景Panaflex 65釐米攝影機組合拍攝。拍攝時使用暫定標題《烤起司》（Grilled Cheese）。電影於同年7月17日殺青。本片在路易斯安那州的外景拍攝耗資6760萬美元。該片的預算據報導最終增至約1億美元。
片中教堂的設計由製作設計師漢娜·貝希勒負責，她表示建築中的交叉樑形成「瓦干達萬歲」（Wakanda Forever）手勢，以向已故《黑豹》主演查德維克·博斯曼致敬。
本片的視覺特效由光影魔幻工業、Storm Studios、Rising Sun Pictures、Base FX、Baraboom Studios、Light VFX與Outpost VFX提供。
部分片中服裝原本由露絲·卡特為計畫中的漫威電影宇宙電影《刀鋒戰士》設計，但因該片製作停擺，卡特轉而為庫格勒的電影設計。由於《刀鋒戰士》與《罪人》都設定於美國禁酒令時期，時代背景與場景相似，卡特能將先前的研究成果重新運用。最終，她也獲得漫威影業授權，將原為《刀鋒戰士》準備的服裝購買下來，用於《罪人》。

### 音樂
庫格勒的常合作夥伴魯德溫·葛瑞森參與了《罪人》的原聲帶製作。 葛瑞森形容《罪人》的配樂既個人化又雄心勃勃，充分反映了他的音樂旅程。 他從藍調音樂中汲取靈感，並使用1932年的DobroCyclops共鳴吉他演奏配樂，這也是片中角色薩米全程攜帶的樂器。
在前期製作階段，庫格勒向葛瑞森提供了多段1930和1940年代的錄音，特別是羅伯特·約翰遜和湯米·約翰遜的作品。葛瑞森與庫格勒堅持由葛瑞森的妻子塞雷娜擔任歌曲製作。塞雷娜·葛瑞森（Serena Göransson）是受過古典訓練的小提琴家，她認為南方黑人音樂必須小心處理並諮詢專家，她形容自己「就像這個專案的管理人[…]尤其在音樂方面，我覺得它有自己的生命」。
這對夫妻與藍調製作人勞倫斯·「布」·米切爾（擁有皇家錄音室）合作，並與他一起前往B.B.金博物館以及密西西比州的克拉克斯戴爾和印第安諾拉爵士樂酒吧尋找靈感。葛瑞森與米切爾在皇家錄音室用五天時間與音樂家阿爾文·楊布魯德·哈特和塞德里克·伯恩賽德錄製歌曲。 米切爾還邀請了其他藍調音樂家，包括佈列塔尼·霍華德、拉菲爾·薩迪克、鮑比·拉什、克里斯托·「金魚」·英格拉姆以及巴迪·蓋伊（亦在電影中亮相）。葛瑞森租用了一間由教堂改建的錄音室，並與配角傑克·奧康奈爾、蘿拉·柯克、彼得·德雷曼尼斯以及杰米·勞森多次排練歌曲。電影中的多數歌曲均為現場錄製，由演員與藍調音樂家一同演出。海莉·史坦菲德為電影創作並錄製了原創歌曲 "Dangerous"。
與大多數華納兄弟電影不同，原聲帶通常由公司旗下的水塔音樂或華納音樂集團發行，而《罪人》的原聲帶及配樂則由索尼音樂發行。原聲帶2025年4月18日在索尼精工與電影同步推出，收錄22首由多位藍調音樂家及演員演唱的曲目。主打單曲 "Sinners" 由Rod Wave演唱，於電影上映前兩週發行。

## 發行
《罪人》2025年4月18日在美國上映。原定上映日為2025年3月7日；但因IMAX膠片攝影機的膠片庫存實驗室稀缺，本片被推遲到4月（與《米奇17號》交換日期），以便為後製提供更多時間。

## 反響

### 票房
華納兄弟為本片開綠燈的麥克·迪·盧卡和潘蜜拉·阿比以及Deadline Hollywood網站稱，考慮到9000萬美元的製作預算、庫格勒的前期票房收入、VOD以及與Prime和Netflix的串流媒體協議，本片的總票房得達到1.7億美元才能打平。不過，其他業內消息人士認為，收支平衡點在2億至2.25億美元之間，而Puck網站則稱收支平衡點可能高達3億美元，這要歸功於該片的預算、5000萬至6000萬美元的市場營銷支出，以及需將一半的票房分給影院。
在美國和加拿大，外界預估《罪人》在首映週末能從3308家影院獲得3000萬至4000萬美元的票房。本片首日票房為1920萬美元，包含預映收入約470萬美元。本片首映票房達4800萬美元，超出預期，榮登票房榜首，擊敗了華納兄弟仍在榜上的《MINECRAFT麥塊電影》。本片的首映成績象徵著自喬登·皮爾的《我們》（2019年，7100萬美元）以來的最佳原創電影開盤；自2000年以來華納兄弟第八次主導復活節週末票房；也是自2009年以來，一家電影公司首次在同一週末同時有兩部電影的票房超過4000萬美元。現場觀影人次（尤其是週六）及口碑對首映的票房貢獻龐大，61%的觀眾在首映當天就購買了電影票。春假也起了一定作用，34%的K-12學校及9%的大學正在放假。高檔放映格式與IMAX放映佔首映票房的45%。出口民調顯示，47%的電影觀眾為麥可·B·喬丹而買票，40%是為庫格勒，45%則因為好口碑；64%的觀眾年齡在35歲或以下，其中46%為25至34歲；從人口統計學角度來看，本片觀眾的種族構成為：38%為黑人，35%為白種人，18%為拉丁裔及西班牙裔，5%為亞裔，4%為美洲原住民與其他人種，《綜藝》雜誌稱此現象「反映了不同人群的熱烈捧場」。
本片在美國和加拿大以外，於71個市場上收穫了1540萬美元的票房，全球首映週末票房達到6100萬美元。

### 評價
本片在爛番茄網站上根據275篇劇評，新鮮度達98%，平均得分8.3／10，共識評論：「編導萊恩·庫格勒的首部原創大片將精湛的視覺敘事以及輕快的音樂完美融合，充分展現了他獨特的想像力。」Metacritic網站透過加權平均值，根據54位評論家而得的評分為84分（滿分100分），象徵本片的口碑為「普遍讚譽」。由CinemaScore調查的觀眾給予本片A+至F等級中的「A」平均分數（這是35年來恐怖片獲得的最高評級），而PostTrak調查顯示本片的整體好評率為92%，其中84%表示「絕對會推薦」這部電影。
評論家稱讚庫格勒的視覺構想與電影的攝影；《滾石》影評人A.A. Dowd評論導演「揮灑自如，遠遠超越了系列電影的界限」，而《觀察家報》的溫蒂·艾德則寫道：「庫格勒的自信與視野讓整部作品緊密結合在一起。」《華盛頓郵報》的安·霍納戴稱讚庫格勒「令人印象深刻的自我覺察」，並肯定喬丹、莫薩庫與卡頓的演出。
一些評論家認為，本片較貼近現實的前半段優於後半段偏超自然的劇情。
彼得·崔佛斯在美國廣播公司新聞表示，《罪人》是2025年至今最好的電影，並稱這是庫格勒與喬丹「迄今為止最佳且最具膽識的作品」。在較為負面的評論中，《華爾街日報》的柴克瑞·巴恩斯稱讚喬丹的演出，但認為《罪人》在主題上未能統合，並指出「庫格勒的想像力依然受到漫威電影宇宙慣例的限制」。肖·巴拉卡在《今日基督教》評論道：「請注意……其中的低俗主題會教你一些讓婚姻顧問都會臉紅的事……《罪人》坦率地談論了美國宗教的吸血式墮落。但那些曾在種植園上飽受偽善之苦的人們，也知道有位治癒者能帶來喜悅，而這種喜悅催生了靈歌，進而孕育了藍調。」
多位評論家將本片與羅伯特·羅德里格茲1996年的動作恐怖片《惡夜追殺令》相比。庫格勒表示《惡夜追殺令》是本片的靈感來源之一，但他更將其與羅德里格茲的另一部電影《老師不是人》相比。
《罪人》的音樂獲得廣泛讚譽，評論家指出音樂在劇情中占據核心地位。大衛·埃利希在IndieWire撰文表示：「這並非路德維希·葛朗森的配樂首次與庫格勒的電影緊密結合，但《罪人》一開始就有人談到一種『純淨到能穿透生與死、過去與未來之間帷幕』的音樂……接著電影就精準地讓我們聽到了那種聲音。」
梅·阿卜杜勒巴基在Screen Rant評論道：「單是音樂——從角色演奏的歌曲到路德維希·葛朗森的配樂——就將電影提升到另一個層次。」艾米·尼科爾森在《洛杉磯時報》形容配樂「極為出色」，並補充說這是「你從未聽過、卻彷彿來自我們流行文化靈魂深處的音樂」。
大衛·魯尼在《好萊塢報導》評論說，配樂與藍調演出融合在一起，產生了令人陶醉的效果。巴恩斯（《華爾街日報》）則形容葛朗森的配樂是「跨越多種風格、帶有鄉村韻味的奇蹟之作」。
2025年6月，IndieWire將本片列為「2020年代百大最佳電影（截至目前）」的第65名。2025年7月，好萊塢報導將本片排在「21世紀最佳25部恐怖片」的第16名。

## 外部連結
- 官方网站
- 互联网电影数据库（IMDb）上《罪人》的资料（英文）
- 豆瓣电影上《罪人》的資料 （简体中文）